# Fyrklöver (väg)
Fyrklöver är en populär benämning på en speciell typ av trafikplats där två motorvägar korsar varandra. De av- och påfarter som då finns i anslutning till denna gör att trafikplatsen påminner om en fyrklöver till utseendet betraktad uppifrån. 
Det rör sig om en motorvägskorsning eller trafikplats där två motorvägar korsar, och det finns möjlighet att byta väg planskilt. Planskilt betyder att trafikflödena korsar varandra på broar och att inga vänstersvängar finns där man korsar mötande trafik.

## Bildexempel

En typisk fyrklöverkorsning med fyra slingor
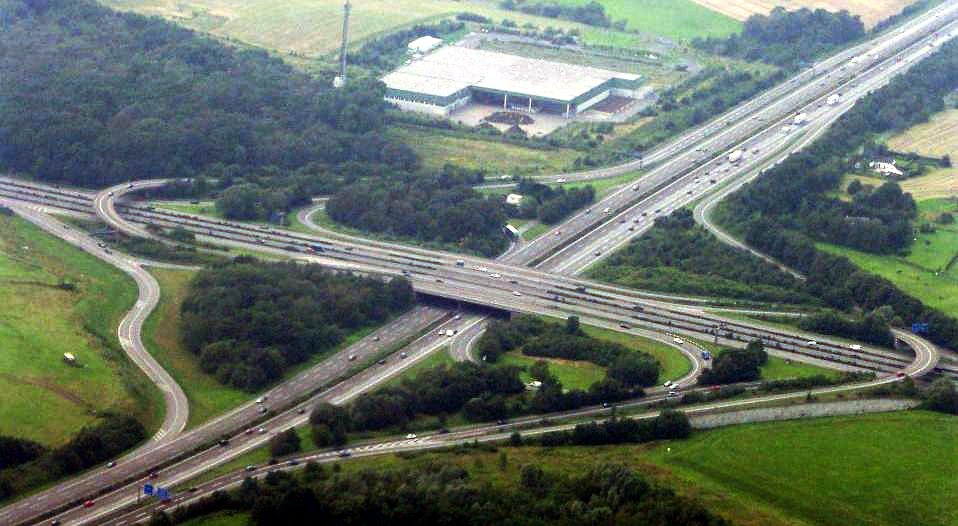
Två korsande motorvägar i Tyskland med av- och påfarter i en partiell fyrklöverkorsning
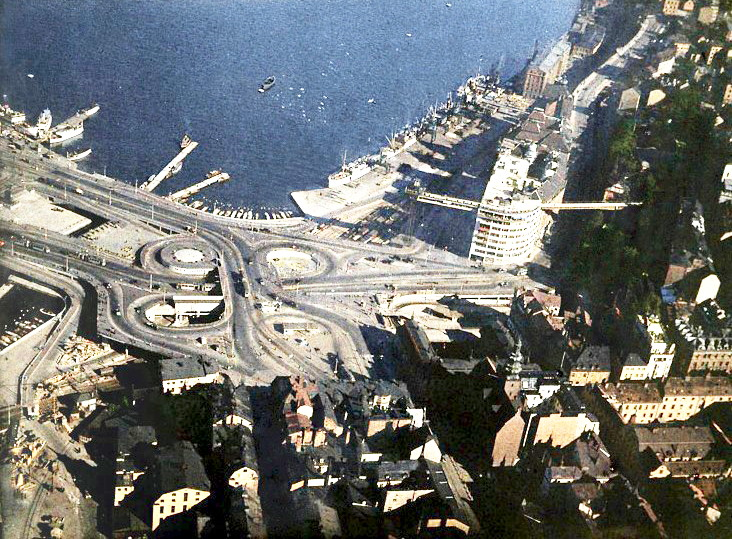
Slussen 1936, partiell fyrklöverkorsning med tre slingor

## Historik
En klöverbladskorsning mellan två motorvägar byggdes för första gången 1928 i Woodbridge, New Jersey. 1929 föreslog formgivaren och arkitekten Marcel Breuer en klöverbladslösning för korsningen Potsdamer Platz / Leipziger Platz i Berlin. Förslaget genomfördes dock aldrig. Trafik-klöverblad patenterades första gången i Europa 1928, och Slussens vägsystem (invigt 1935) var Europas första klöverbladkorsning i innerstadstrafik.